# Jang Ji-won
Jang Ji-won, född 30 augusti 1979, är en sydkoreansk taekwondoutövare.
Hon har bland annat vunnit guldmedalj i de olympiska sommarspelen 2004 i Aten i damernas -57 kg-klass.